# Lijst van gemeenten van Tabasco
De Mexicaanse deelstaat Tabasco bestaat uit 17 gemeenten.
| INEGI | Gemeente        | Inwoners | Oppervlakte | Hoofdplaats              | Inwoners |
| ----- | --------------- | -------- | ----------- | ------------------------ | -------- |
| 001   | Balancán        | 58.524   | 3.577,4 km² | Balancán de Domínguez    | 13.944   |
| 002   | Cárdenas        | 243.229  | 2.049,1 km² | Cárdenas                 | 80.454   |
| 003   | Centla          | 107.731  | 2.693,4 km² | Frontera                 | 23.024   |
| 004   | Centro          | 683.607  | 1.717,8 km² | Villahermosa             | 340.060  |
| 005   | Comalcalco      | 214.877  | 768,2 km²   | Comalcalco               | 43.035   |
| 006   | Cunduacán       | 137.257  | 598,7 km²   | Natividad de Cunduacán   | 21.003   |
| 007   | Emiliano Zapata | 32.181   | 592,3 km²   | Montecristo              | 22.469   |
| 008   | Huimanguillo    | 190.885  | 3.717,7 km² | Huimanguillo             | 27.182   |
| 009   | Jalapa          | 37.749   | 592,3 km²   | Jalapa                   | 5.001    |
| 010   | Jalpa de Méndez | 91.185   | 369,6 km²   | Jalpa de Méndez          | 16.679   |
| 011   | Jonuta          | 30.798   | 1.644,8 km² | Jonuta                   | 7.387    |
| 012   | Macuspana       | 158.601  | 2.429,1 km² | Macuspana                | 31.435   |
| 013   | Nacajuca        | 150.300  | 535,3 km²   | Nacajuca                 | 10.956   |
| 014   | Paraíso         | 96.741   | 407,6 km²   | Paraíso                  | 25.555   |
| 015   | Tacotalpa       | 47.905   | 734,6 km²   | Tacotalpa                | 7.710    |
| 016   | Teapa           | 58.718   | 420,8 km²   | Santiago de Teapa        | 29.068   |
| 017   | Tenosique       | 62.310   | 1.882,4 km² | Tenosique de Pino Suárez | 34.946   |

| Detailkaart                         |
| ----------------------------------- |
|                                     |
| Ligging Tabasco binnen Mexico       |
|                                     |
| Gemeenten ingedeeld naar INEGI code |